# Pseudexomilus fenestratus
Pseudexomilus fenestratus é uma espécie de gastrópode do gênero Pseudexomilus, pertencente a família Horaiclavidae.